# Hedotettix latifemurus
Hedotettix latifemurus är en insektsart som beskrevs av Zheng, Z. och Wei 2005. Hedotettix latifemurus ingår i släktet Hedotettix och familjen torngräshoppor. Inga underarter finns listade i Catalogue of Life.